# Cơ sở học tập bậc cao thời cổ đại

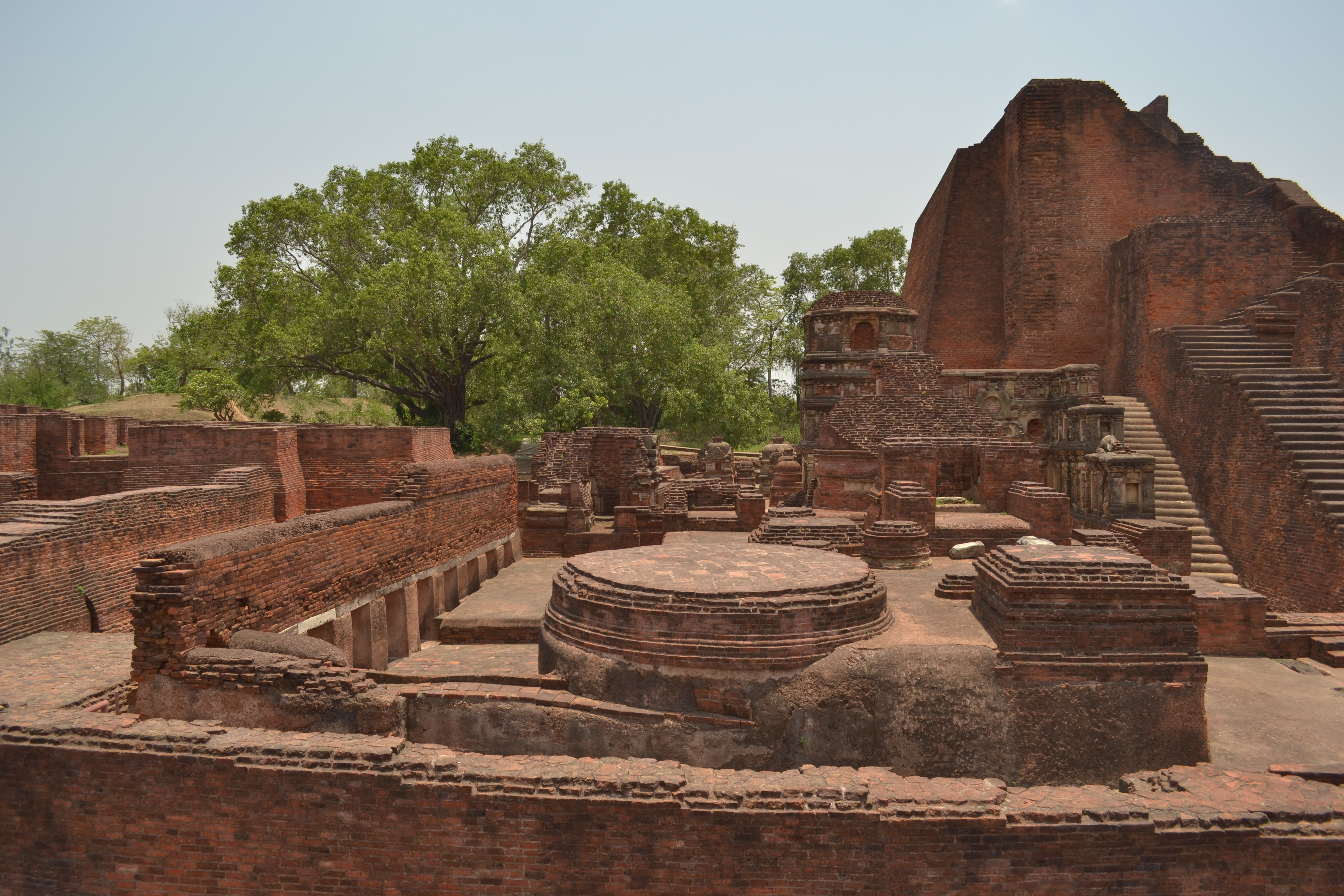
Di tích thư viện Viện Đại học Nalanda, một trung tâm học tập bậc cao của Phật giáo ở Bihar, Ấn Độ, tồn tại từ năm 427 đến 1197.

Một loạt các cơ sở học tập bậc cao thời cổ đại (tiếng Anh: ancient higher-learning institutions) được thiết lập ở nhiều nền văn hóa, cung cấp môi trường cho các hoạt động học thuật. Các trung tâm học thuật cổ xưa này nhận được sự bảo trợ và giám sát của triều đình; của những tổ chức hay cơ sở tôn giáo; của những cơ sở khoa học như viện bảo tàng, bệnh viện, và đài quan trắc; và của những cá nhân học giả. Các trung tâm này khác với mô hình viện đại học có nguồn gốc châu Âu thời trung cổ, vốn là một tổ chức tự trị của những học giả, đã được nhiều vùng trên thế giới đem áp dụng trong thời cận đại.

## Châu Âu và vùng Cận Đông

### Hy Lạp cổ đại

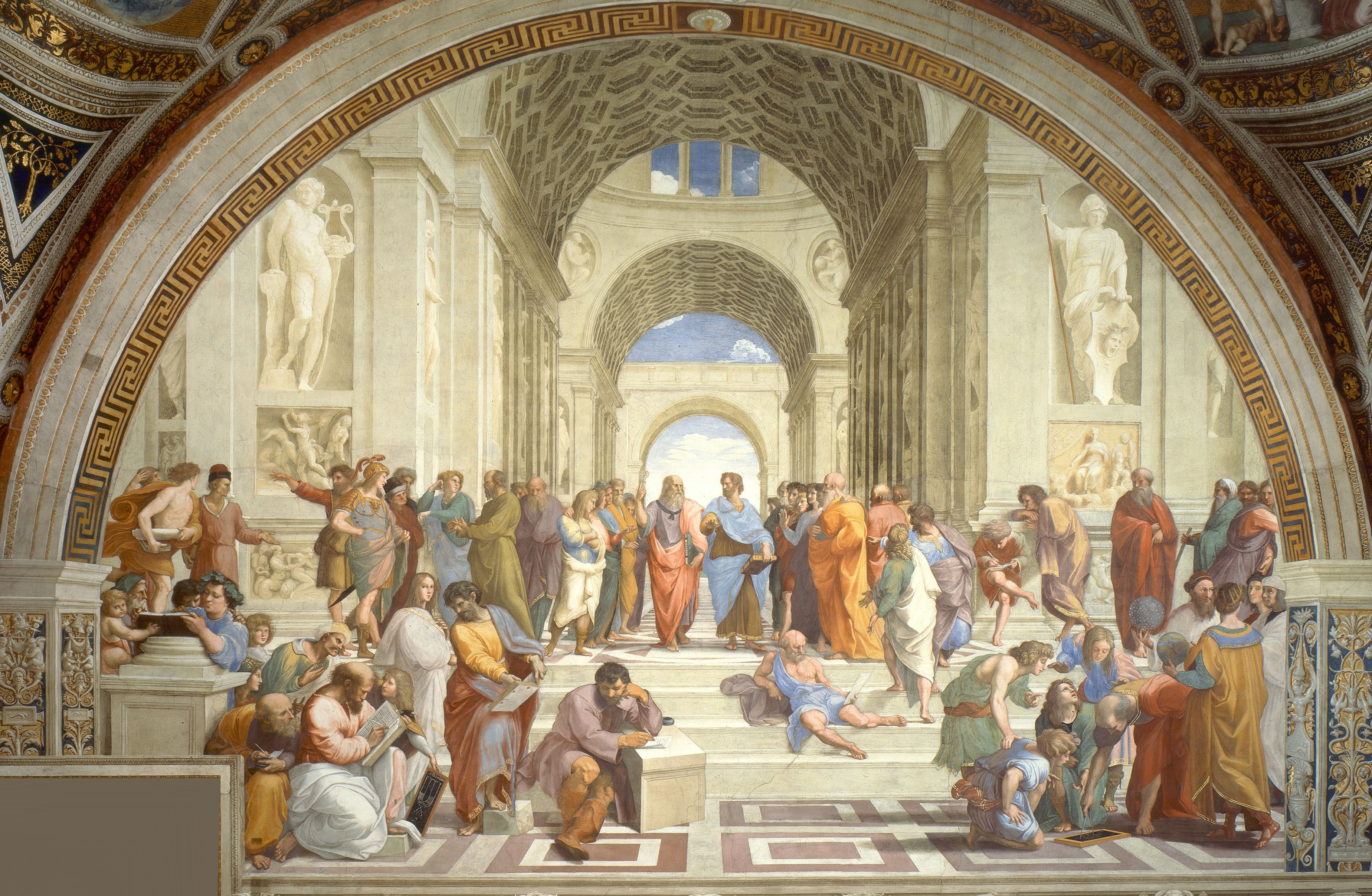
Bức họa Scuola di Atene của họa sĩ thời Phục hưng Rafael, mô tả Học viện của Platon.

Học viện Platon (tiếng Anh: Platonic Academy), đôi khi còn được gọi là Viện Đại học Athens, được triết gia Platon thành lập vào khoảng năm 387 trước Tây lịch ở Athens, Hy Lạp, tồn tại được 916 năm (cho đến năm 529) với một số lần gián đoạn. Mô hình học viện này được Học viện Platon ở Florentine (còn gọi là Học viện Florentine) phỏng theo trong thời Phục hưng. Những thành viên của Học viện Florentine xem mình như là những người theo truyền thống của Platon.
Vào khoảng năm 335 trước Tây lịch, người tiếp nối Platon là Aristotle thành lập trường Peripatetic. Các sinh viên của trường tụ họp một nơi gọi là Lyceum ở Athens. Trường này ngừng hoạt động vào năm 86 trước Tây lịch trong thời gian Athens bị Lucius Cornelius Sulla Felix (thường gọi là Sulla) - một viên tướng La Mã - vây hãm, cướp phá, và gây ra nạn đói.
Trong suốt thời kỳ Hy Lạp cổ đại, Museion ở Alexandria (bao gồm Thư viện Alexandria) trở thành viện nghiên cứu khoa học và công nghệ hàng đầu, nhờ đó mà nhiều phát kiến của Hy Lạp đã ra đời. Kỹ sư, nhà phát minh Ctesibius (nổi danh trong khoảng năm 285–222 trước Tây lịch) có thể là viện trưởng đầu tiên của cơ sở này. Museion bị đàn áp và thiêu rụi trong khoảng năm 216 đến 272; Thư viện Alexandria bị phá hủy trong khoảng năm 272 đến 391.
Các cơ sở giáo dục này nổi tiếng đến mức ngày nay ta có các từ trong tiếng Anh bắt nguồn từ nó: academy (học viện hay viện hàn lâm), lyceum (trường, thường chỉ một trường trung học; tiếng Pháp: lycée), và museum (viện bảo tàng).

### Châu Âu
Pandidakterion ở Constantinople, được thiết lập như một cơ sở học tập bậc cao vào năm 425, giáo dục sinh viên ra trường làm việc cho triều đình hoặc cho giáo hội. Cơ sở giáo dục này sau đó được quan nhiếp chính Bardas của Hoàng đế Michael III (của Byzantine) tổ chức lại thành một hội đoàn sinh viên vào năm 849. Pandidakterion nay được một số người xem như là cơ sở học thuật bậc cao lâu đời nhất có một số đặc điểm của một viện đại học ngày nay: nghiên cứu và giảng dạy, tự quản, độc lập về mặt học thuật, v.v...
Ở Tây Âu trong tiền kỳ Trung cổ, các giám mục và các tu viện bảo trợ các trường học, ban đầu chủ yếu nhằm giáo dục các tư tế. Bằng chứng sớm nhất về những trường ở châu Âu do giám mục bảo trợ là ngôi trường thiết lập ở vùng người Visigoth tại Tây Ban Nha vào năm 527. Những ngôi trường này, vốn nhấn mạnh đến việc học việc từ một vị giám mục, thấy có ở Tây Ban Nha và ở chừng 20 thị trấn ở xứ Gaul trong thế kỷ thứ 6 và 7.
Thêm vào các ngôi trường do giám mục bảo trợ là các ngôi trường do các tu viện bảo trợ. Những trường này dạy các nam và nữ tu sĩ, cũng như những người sẽ lên làm giám mục, ở một trình độ cao hơn. Vào khoảng cuối thế kỷ 12 đầu thế kỷ 13, một số các trường này phát triển thành những viện đại học tự trị. Một ví dụ đáng chú ý là khi Viện Đại học Paris được khai sinh từ những trường vốn do Nhà thờ Đức Bà Paris, Tu viện Ste. Geneviève, và Tu viện St. Victor bảo trợ.

## Nam Á
Các viện đại học Puspagiri (hay Puphagiri, Pusphagiri), Nalanda, Vikramshila, và Taxila (hay Takshashila, Takshila) là một vài trong số những trung tâm học tập bậc cao quan trọng ở Ấn Độ cổ đại.

### Puspagiri

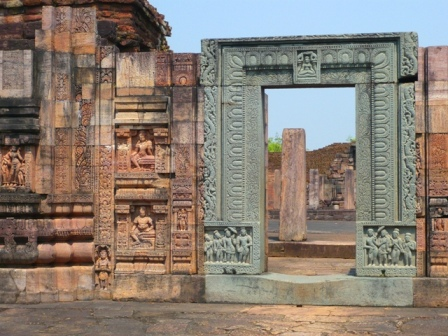
Ratnagiri (Odisha, Ấn Độ), một trong ba khuôn viên của Đại tự viện Puspagiri.

Viện đại học ở Puspagiri được thiết lập vào thế kỷ thứ 3 theo Tây lịch, ở phần đất ngày nay là Odisha, Ấn Độ. Cho đến năm 2007, di chỉ đại tự viện (mahavihara) này vẫn chưa được khai quật xong. Do vậy mà lịch sử của trung tâm này vẫn chưa được biết hết. Trong số ba khuôn viên của đại tự viện, Lalitgiri nằm ở huyện Cuttack là lâu đời nhất; hai khuôn viên kia là Ratnagiri và Udayagiri. Những phân tích hình vẽ cho thấy Lalitgiri được thiết lập trong thời Đế chế Sunga của thế kỷ thứ 2 trước Tây lịch. Như vậy đây là một trong những trung tâm Phật giáo lâu đời nhất thế giới.
Hành giả người Trung Quốc là Huyền Trang đến thăm nơi này vào năm 639 và gọi nó là Đại tự viện Puspagiri (Puspagiri Mahavihara); các bản văn Tây Tạng thời trung cổ cũng có đề cập.
Tuy nhiên, không giống như Takshila và Nalanda, di chỉ Puspagiri chỉ được khám phá vào năm 1995, khi một giảng viên từ một trường đại học địa phương tình cờ phát hiện ra. Việc khai quật di chỉ Puspagiri, nằm trên khu vực rộng 143 mẫu Anh (0,58 km2), do Viện Nghiên cứu Hàng hải và Đông Nam Á Odisha (Odisha Institute of Maritime and South East Asian Studies) tiến hành từ 1996 đến 2006. Hiện nay công việc do Cơ quan Khảo cổ Ấn Độ (Archaeological Survey of India hay ASI) thực hiện.
Các bia ký ở Nagarjunakonda, một trung tâm Phật giáo cổ xưa ở Ấn Độ, cũng có đề cập đến Puspagiri.

### Nalanda

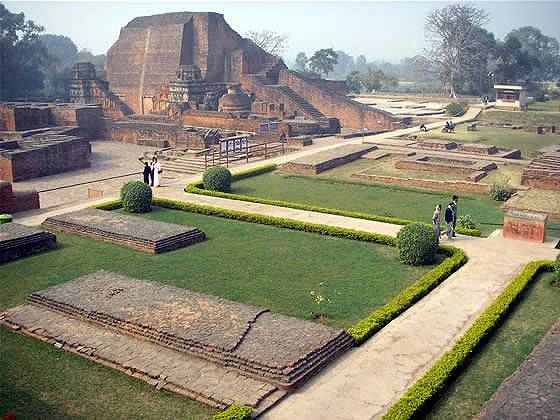
Di tích Viện Đại học Nalanda, ở Bihar, Ấn Độ.

Nalanda được thiết lập vào năm 427 ở Bihar, Ấn Độ, gần biên giới phía Nam của Nepal ngày nay. Trung tâm học thuật này tồn tại cho đến năm 1197. Nalanda chủ yếu giảng dạy và nghiên cứu Phật học, nhưng cũng đào tạo sinh viên trong các môn hội họa, y học, toán, thiên văn học, chính trị học, và binh pháp.
Viện đại học này có tám khu riêng biệt, mười tu viện, và các thiền đường, phòng học, hồ nước, và công viên. Nó có một thư viện chín tầng nơi các tu sĩ miệt mài sao chép sách và tài liệu để các học giả có thể có những bản cho mình; ngoài ra còn có cư xá cung cấp chỗ ở cho 10.000 sinh viên và 2.000 giáo sư trong thời kỳ phát triển rực rỡ của mình. Nalanda thu hút sinh viên và học giả đến từ Triều Tiên, Nhật Bản, Trung Quốc, Tây Tạng, Indonesia, Ba Tư, và Thổ Nhĩ Kỳ.

### Taxila
Taxila ở Ấn Độ cổ đại, phần đất ngày nay thuộc Pakistan, là một trung tâm học tập của Ấn giáo và Phật giáo. Theo các tài liệu ghi chép một ngàn năm sau đó thì trung tâm này có thể ra đời ít ra là thế kỷ thứ 5 trước Tây lịch. Một số học giả cho là Taxila tồn tại từ thế kỷ thứ 6 trước Tây lịch. Trung tâm này gồm một số tu viện mà không có giảng đường và khu cư xá lớn. Việc học tập rất có thể diễn ra theo kiểu một thầy một trò.
Taxila được đề cập đến với một số chi tiết trong các chuyện kể Jātaka xuất hiện ở Sri Lanka vào khoảng thế kỷ thứ 5.
Nó trở thành một trung tâm học tập được nhiều người biết đến ít ra là vài thế kỷ trước Tây lịch, và tiếp tục thu hút sinh viên cho đến khi thành phố bị phá hủy vào thế kỷ thứ 5. Taxila có lẽ được biết đến nhiều nhất do có liên quan đến Chanakya (hay Kautilya; khoảng 370–283 trước Tây lịch). Tác phẩm nổi tiếng Arthashastra của Chanakya được cho là viết khi ở Taxila. Cả Chanakya, Hoàng đế Chandragupta (340–298 trước Tây lịch) của Đế quốc Maurya, và nhà y học Charaka (sinh vào khoảng năm 300 trước Tây lịch) đều từng học ở Taxila.

### Các trung tâm khác
Các trung tâm học tập bậc cao khác bao gồm: Odantapuri ở Bihar (khoảng 550-1040), Somapura ở Bangladesh (từ thời Đế chế Gupta cho đến khi Hồi giáo xâm lăng tiểu lục địa Ấn Độ), Sharada Peeth ở Pakistan, Jagaddala ở Bengal (từ thời Đế chế Pala cho đến khi bị Hồi giáo xâm lăng), Nagarjunakonda ở Andhra Pradesh, Valabhi ở Gujarat (từ thời Maitrak cho đến khi bị Hồi giáo xâm lăng), Varanasi ở Uttar Pradesh (thế kỷ thứ 8 đến thời hiện đại), Kanchipuram ở Tamil Nadu, và Manyakheta ở Karnataka.

## Viễn Đông

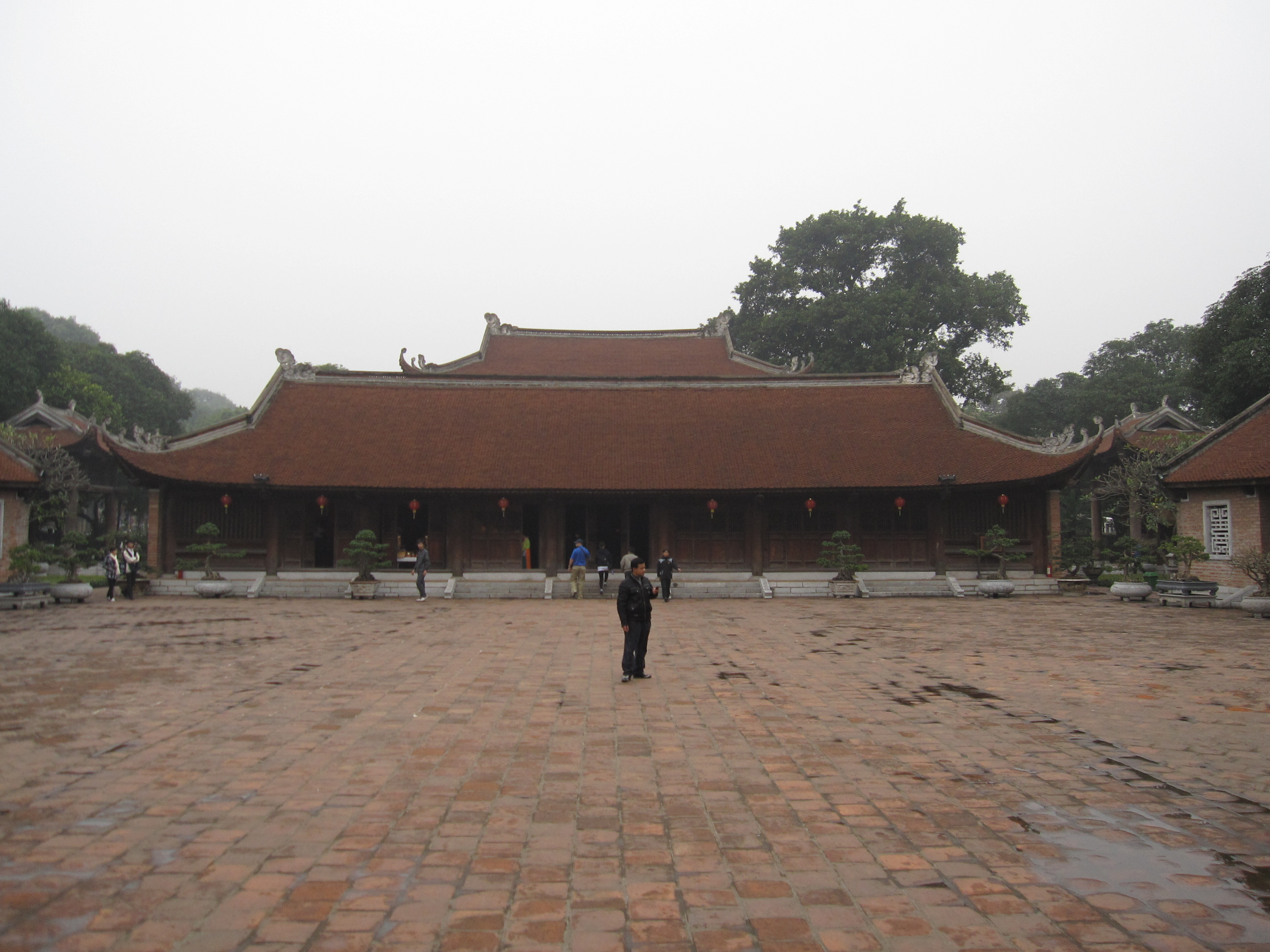
Nhà Thái học nơi sĩ tử đến nghe giảng văn, phía sau Văn Miếu, Hà Nội.

Các học viện do vương triều bảo trợ được thiết lập từ thời nhà Hán vào năm thứ 3 theo Tây lịch ở Trung Quốc. Các cơ sở này được duy trì, dù có khi ngắt quãng, trong các triều đại sau cho đến hết thời nhà Thanh. Lúc đầu gọi là Thái học (tiếng Trung: 太學), sau đổi tên thành Quốc tử giám (國子監). Viện Đại học Bắc Kinh thành lập năm 1898 được xem như là hậu thân của nhà Thái học (hay Quốc tử giám) thời quân chủ.
Ở Triều Tiên, Taehak (Thái học) đầu tiên được thành lập năm 372 và Gukhak (Quốc học) sau đó vào năm 682. Sang thế kỷ 14, Seonggyungwan (Thành quân quán) được nhà Triều Tiên thành lập vào năm 1398 để giảng dạy Nho giáo. Cơ sở này thay thế Gukjagam (Quốc tử giám) có từ thời Cao Ly (năm 992). Sau Chiến tranh thế giới thứ hai, học viện này được hoạt động trở lại như là một viện đại học theo kiểu phương Tây vào năm 1946.
Nhật Bản thì có Daigaku-ryo (大学寮, Đại học liêu), được thành lập vào năm 671. Cơ sở giáo dục cùng tầm vóc là Ashikaga Gakko (足利学校, Túc Lợi học hiệu), thành lập ở tỉnh Tochigi vào thế kỷ thứ 9, sau được khôi phục vào năm 1432. Ngày xưa sinh viên từ khắp nước Nhật đến Ashikaga Gakko để học về Nho giáo, Kinh Dịch, và Đông y.
Còn ở Việt Nam, Quốc tử giám (國子監) hoạt động từ năm 1076 tới năm 1779 từ thời nhà Lý đến hết thời nhà Lê.

## Ba Tư cổ đại
Học viện Gundishapur được thiết lập vào thế kỷ thứ 3 dưới triều các vua nhà Sassanid và tiếp tục hoạt động cho tới bốn thế kỷ sau khi Hồi giáo xâm nhập vào Iran. Gundishapur là một trung tâm y khoa quan trọng trong thế kỷ thứ 6 và 7 và là một điển hình về mô hình giáo dục bậc cao ở Iran thời tiền Hồi giáo. Khi Học viện Platon ở Athens đóng cửa vào năm 529, một số học giả của Học viện đã đến Gundishahpur, mặc dù chỉ trong vòng một năm thì họ trở về Byzantine.